# Augusto Sindici

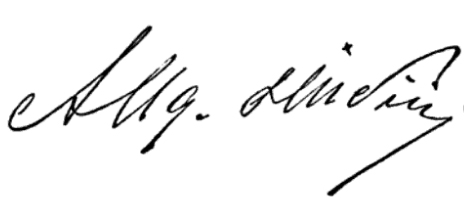
Firma di Augusto Sindici.

Augusto Sindici (Roma, 8 marzo 1839 – Roma, 19 settembre 1921) è stato un militare, patriota e poeta italiano.

## Biografia
Nacque a Roma l'8 marzo 1839 con origini ceccanesi.
Fu ufficiale di cavalleria e si distinse particolarmente nel Risorgimento italiano durante la battaglia di Montebello del 1859 e durante la presa di Roma del 1870; in quest'ultima circostanza entrò a Roma prima che l'esercito italiano sferrasse il suo attacco e radunò alcuni compatrioti per un'eventuale azione di appoggio alle truppe italiane.
Iniziò a pubblicare le sue poesie in dialetto romanesco a partire dal 1895-1896, stringendo amicizia e ricevendo la stima di Gabriele D'Annunzio, che curò la prefazione della sua opera più nota ossia la raccolta XIV leggende della campagna romana. Obiettivo prevalente dei suoi versi era quello di far conoscere le difficili condizioni di vita nell'Agro romano.
Sposò Francesca Stuart, pittrice spagnola di vent'anni più giovane e allieva presso l'Accademia di belle arti di Napoli, con la quale ebbe almeno una figlia, Magda Stuart Sindici, anche lei scrittrice che sposò nel 1899 l'editore britannico William Heinemann. La coppia visse presso il villino Sindici sulla riviera dei Cesari tra Anzio e Nettuno.
Morì a Roma il 19 settembre 1921.

## Opere
Profondamente attaccato alla realtà pastorale, nelle sue opere Sindici descrisse in maniera suggestiva l'ambiente della campagna romana, le sue vicende storiche e l'umile vita dei suoi abitanti, riuscendo a «infonde[re] un tono di serenità che forma il pregio maggiore dei suoi versi».

### XIV leggende della campagna romana
La sua opera più famosa è la raccolta di poesie dialettali XIV leggende della campagna romana. La raccolta si compone di 15 poesie (una zinfonia e altre 14 poesie intitolate a località dell'Agro romano) è stata pubblicata una prima volta nel 1896 e poi ripubblicata nel 1902 da Fratelli Treves a Milano, con prefazione scritta da Gabriele D'Annunzio, nel 1920 e nel 1930.
Una copia della seconda edizione è custodita presso la Biblioteca Nazionale Braidense ed è stata inserita nel Progetto Scaffale aperto.
Le poesie contenute nella raccolta sono:
- Zinfonia
- Pantano de l'intossicata (località sita a sud di Borgo Montello, frazione di Latina)
- Malagrotta (tenuta sita in zona Castel di Guido nella porzione occidentale di Roma)
- Femmina morta (località sita tra Aprilia e Latina)
- Marpasso
- Belladonna
- Cinquescudi (località al confine tra Latina e Nettuno)
- L'acqua der Turco
- Malafede (zona sita nella porzione meridionale di Roma)
- Campo de carne (ossia Campo di Carne, frazione di Aprilia)
- Cavallo morto (località nei pressi di Anzio)
- Fontan de' Banditi (località nei pressi di Borgo Montello, frazione di Latina)
- Capocotta (tenuta sita in zona Castel Porziano nella porzione meridionale di Roma)
- Er Quarto de l'Impiccati (località sita nella porzione settentrionale di Roma)
- Borriposo (località tra Roma e Nettuno sulla via Cecchina)

### Altre opere
- Novelle e leggende, Roma, Tipografia Roma, 1909
- I San Clemenzo : commedia in 5 atti, Roma, C. Voghera, 1887
- L'	 incantato, in Nuova antologia del 16 novembre 1907, Roma, Nuova Antologia, 1907
- Spezzacatene, in Nuova antologia del 16 maggio 1908, Roma, Nuova Antologia, 1908
- L'acqua del turco, Roma, Tipografia della Camera dei Deputati, 1898
- Li	 urtimi de Galeria : leggenda della campagna romana, in Nuova antologia del 16 febbraio 1913, Roma, Nuova antologia, 1913
- Gente alla moda, Napoli, Tipografia A. Trani, 1876
- A mare : versi, in Nuova antologia del maggio 1920, Roma, Direzione della nuova antologia, 1920
- Ottave, Roma, Forzani & C., 1902